# Alfaepoetina
Alfapoetina. também conhecido pelo nome comercial Eprex, é um fármaco utilizado no tratamento da anemia.